# August Peters (Schriftsteller)

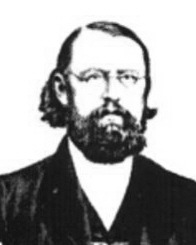
August Peters

August Peters (* 4. März 1817 in Taura; † 4. Juli 1864 in Leipzig) war ein deutscher Erzähler.

## Leben
Er kam in Taura bei Chemnitz als Sohn des Strumpfwirkermeisters Karl Gottlieb Peters zur Welt. Die Eltern waren schlichte Leute, arbeitsam und sparsam, denen niemand an „Einfalt der Sitten und Gottesfurcht gleichgekommen wäre“ – wie Peters in seinen Jugenderinnerungen schreibt. Besonders der Vater war ein fleißiger und solider Mensch, der von früh bis nachts arbeitete, meist dabei aber in strenger und mürrischer Laune. Im Jahre 1822 siedelte die Familie nach Marienberg über. Peters besuchte dort die Elementarschule. Seine frühe Begabung äußerte sich in einem nicht zu bändigenden Wissenshunger, so dass er sich auf eigene Initiative einer Prüfung für das Lyceum, die ehemals bekannte lateinische Schule Marienberg, unterzog. Die Eigenmächtigkeit wurde vom Vater streng bestraft. August Peters geht in seinen Jugenderinnerungen auf diesen Gegenstand besonders ein. Der Vorfall war sicher bedeutungsvoll für sein ganzes Wirken und Wollen: Die erzieherische Härte, die ihre Wurzel in den Schranken seines sozialen Standes hatte und Peters’ Drang zu geistiger Betätigung Fesseln setzte, löste später Reaktionen aus, die ihn über seine Zeit hinaus bedeutend gemacht haben: zunächst sein direktes politisches Engagement, später dann – auf sublimierter Ebene – sein dichterisch-erzählendes Werk, das die sozialkritischen Absichten stets erkennen lässt. Ein halbes Jahr später wurde dem Knaben die Erlaubnis dann doch erteilt.
Er kam in die Quarta, durcheilte aber rasch die anderen Klassen, so dass er mit dem elften Lebensjahr bereits die Sekunda besuchte. Peters’ Wunsch war es zunächst, Geistlicher zu werden. Dieser Wunsch aber brachte ihm das Gespött der Mitschüler ein. Er liebte besonders die Fächer Völkerkunde und Geographie; dazu entwickelte er ein besonderes Talent zum Zeichnen. Überhaupt zeigte sich ein starker Hang zum Musischen: er sprach später noch von den Eindrücken, die „Das Käthchen von Heilbronn“ und der Freischütz in ihm hinterließen.
Eine anhaltende Gewerbestockung und ein Krankenlager des Vaters ließen das Elternhaus verarmen. Es begann für August Peters eine unruhige Zeit. 1830 kehrte er dem Elternhaus den Rücken, um sich auf eigene Füße zu stellen. Er begab sich nach Dresden und wurde Schreiber bei einem Gemeindebeamten; nach dessen Tod suchte er sich die Stelle eines Kommis in einem Kaufmannsladen in Pirna. Im nächsten Jahr kehrte er auf Wunsch des Vaters nach Marienberg zurück. Er ging erneut zur Schule, wurde konfirmiert. Darauf wurde das Lyceum aufgehoben. Sein Vater arbeitete in einer Fabrik in Annaberg. Um sich zu ernähren, trat August in den Dienst eines Ratskopisten. Doch dann wanderte er nach Annaberg, um erneut zur Schule zu gehen. Wegen gewaltiger Wissenslücken wurde er in die Tertia zurückversetzt. Er lebte von Privatstunden. Der Vater fand inzwischen eine Stellung in Böhmen. In seinen Ferienwanderungen gelangte Peters nach Chemnitz, traf dort frühere Mitschüler und entschloss sich, die dortige Schule weiter zu besuchen. Aus Gründen, die er nicht näher mitteilt, gab es Händel mit einem Mitschüler, einem Patriziersohn, wodurch er sich die Gunst seines Rektors verscherzte. Dieser muss ein großer Pedant gewesen sein, der selbst in den Bestrebungen des Turnvaters Jahn etwas Staatsgefährdendes sah. In diese Zeit fallen Peters’ erste poetische Versuche, die auch Beifall fanden. Er verfasste sogar ein Trauerspiel in Versen, ein „lyrisch-romantisches Ungeheuer“, wie er selber sagte, das von einer dort gastierenden Schauspielertruppe als zu lang zurückgewiesen wurde. In dieser Zeit regten sich in ihm dogmatische Zweifel; seinen Wunsch, Theologie zu studieren, gab er auf und wandte sich stattdessen der Jurisprudenz zu. Die Gunst der Eltern verscherzte er sich zwar dadurch nicht gänzlich, doch wurde er fortan von der Mutter nicht mehr unterstützt. Er verdiente sich das tägliche Brot mühsam durch Chorsingen, durch Notenabschreiben, durch Privatstunden und durch das Leiten einer Fabrikschule: bei der Kattundruckerei Claus & Pflugbeil.
Da überredete ihn der Vater, dem Militär beizutreten. So kam er 1834 zur Artillerie, gab jedoch wegen einer Augenschwäche den Abschied. Darauf beschäftigte er sich als Forstsekretär, später als Brandkassensekretär. Er veröffentlichte ein Bändchen „Gedichte“ in Gödsche’s Verlag, Schneeberg. 1845 lebte er in Leipzig, wo er sich den Unterhalt zum Studium durch Schriftstellerei verdiente. Seine ersten Erzählungen erschienen in den „Vaterlandsblättern“, in der „Sonne“ und in anderen Zeitungen. 1847 übernahm er in Berlin die Zeitung „Der Volksvertreter“. Er verlobte sich mit einer Tänzerin. Sie wurde ihm untreu; er züchtigte den Nebenbuhler, einen Gardeleutnant, öffentlich; daraufhin musste er aus Berlin fliehen.
1848 gelangte er nach Meißen, wo er das demokratische Wochenblatt „Die Barrikade“ gründete. Hier lernte er Louise Otto, die Tochter des Meißener Gerichtsdirektors kennen, die bereits als Schriftstellerin hervorgetreten war. Ihre sozial-kritischen Romane bilden heute wichtige Quellen und Zeugnisse der gesellschaftlichen Verhältnisse der Zeit. Louise Otto, die 1849 die erste deutsche Frauen-Zeitung gründete, wurde zur (Mit-)Begründerin der Frauenbewegung in Deutschland und zu einer ihrer prominentesten Vertreterinnen im 19. Jahrhundert.
August Peters engagierte sich politisch. In der Literatur wird er als gemäßigter Demokrat angesehen. Er trat als Redner und Führer für freiheitliche Bestrebungen auf. 1849 redigierte er in Marienberg die „Bergglocke“. Mit Freischaren zog er zum Dresdner Maiaufstand. Er langte dort zu spät an und musste nach Süddeutschland fliehen. Dort wurde er als Führer badischer Aufständischer inhaftiert. Ein Krankenlager verschonte ihn vor dem Todesurteil. Sein Urteil lautete auf sechs Jahre Einzelhaft. Im Zellengefängnis Bruchsal fand die Verlobung mit Louise Otto statt. 1852 wurde Peters in Baden begnadigt, allerdings nur, um nach Sachsen ausgeliefert zu werden. Zunächst kam er in Untersuchungshaft nach Zöblitz. 1853 wurde er in das Zuchthaus Waldheim eingeliefert. Dort durfte er sich schriftstellerisch betätigen; der Verleger Ernst Keil (Herausgeber der berühmten „Die Gartenlaube“) erstattete seinen Arbeitsausfall. So arbeitete er für allerlei Familienzeitschriften: außer für die „Gartenlaube“ auch für das „Familien-Journal“, die „Unterhaltungen am häuslichen Herde“, für den „Hannöverschen Kurier“ (der die preisgekrönte „Stille Mühle“ enthält) und für die 1856 gegründete Saxonia, die mit der Erzählung „Die Fundgrube 'Vater Abraham'“ eröffnet wurde. All diese Veröffentlichungen trugen jetzt den Namen „Elfried von Taura“ oder das daraus abgeleitete Kürzel „E.v.T.“. Peters saß auch am Verbrechertisch (Leipzig), wie durch August Bebel bezeugt wurde. Sein Name ist auf der Tischplatte auch zu lesen.

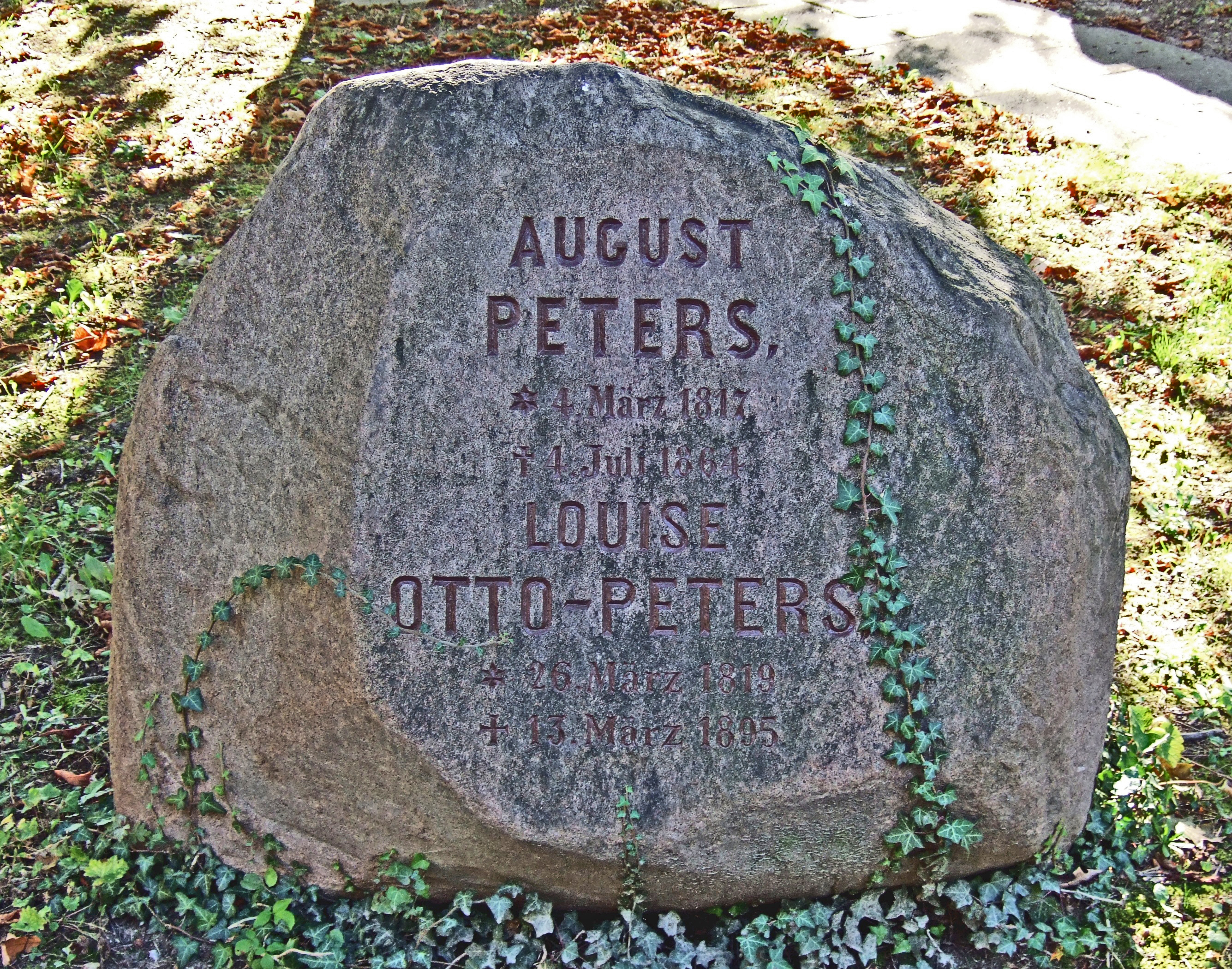
Grabstein von August Peters und seiner Frau Louise Otto-Peters auf dem Alten Johannisfriedhof in Leipzig

1856 wurde er begnadigt. Er gründete in Freiberg das Gewerbeblatt Glückauf. Zwei Jahre später heiratete er Louise Otto (später Louise Otto-Peters) im Dom zu Meißen. Im gleichen Jahr erschienen im Verlag C. Rümpler, Hannover, seine „Erzgebirgischen Geschichten“, die 1860 unter anderem Titel auch bei Ludwig Nonne in Annaberg herausgekommen sein sollen (einschlägige Bibliographien geben hierüber jedoch keine Auskunft). Bei Nonne erschien überdies ein Reiseführer „Wanderung durch das Erzgebirge“, bei Hübner in Leipzig „Aus Heimat und Fremde“ (Erzählungen). Peters übersiedelte nun nach Leipzig, wo er die Leitung des „Generalanzeigers“ und später – zusammen mit seiner Gattin – die der Mitteldeutschen Volkszeitung übernahm.
Am 4. Juli 1864 starb August Peters in Leipzig. Er liegt auf dem Alten Johannisfriedhof in Leipzig begraben.
Posthume Würdigungen erschienen durch eine Ausgabe „In Sachsen und Böhmerland“, Sondershausen 1878, das „Glückauf-Jahrbuch“ 1886 durch Hugo Rösch sowie eine Volksausgabe der Erzählungen 1910 durch Friedrich Hermann Löscher.

## Werke
- Gedichte 1844
- Die stille Mühle: eine Geschichte aus Deutsch-Böhmen Hannover: Carl Rümpler 1856
- Eine reiche Erbin. Novelle, Prag & Leipzig: J. L. Kober 1856, (Digitalisat).
- Die Tochter des Wilddiebes. Eine Erzählung nach Thatsachen., Prag & Leipzig: J. L. Kober 1857, (Digitalisat).
- Erzgebirgische Geschichten, Hannover 1858, (Digitalisat, Neuauflage 2019, ISBN 978-3-7437-3051-9).
- Muthige Herzen, 1858 (Novelle)
- Die Malerin von Dresden. Erzählung., Prag: Kober und Markgraf 1859, (Digitalisat).
- Friedrich der Freudige
- Haris von Rosenberg, genannt von Falkenstein, 1860 (Historischer Roman)
- Das Edelfräulein. Dramatisches Charakterbild in 3 Aufzügen, Leipzig 1861, (Digitalisat).
- Aus Heimath und Fremde
- Die Witkowetze. Historischer Roman., Wien: Markgraf & Comp. 1863, (Digitalisat).
- Erzählungen aus Sachsen- und Böhmerland, 1880 (zusammen mit Louise Otto-Peters)
- Gottfried Silbermann. Ein Lebensbild März 2009